# 羅夫·辛克納吉
羅夫·马丁·辛克納吉（德語：Rolf Martin Zinkernagel，1944年1月6日—），出生于瑞士巴塞爾城市州里恩，瑞士生物学家，澳大利亞勳章获得者，苏黎世大学实验免疫学教授。1975年自澳洲國立大學（ANU）獲得博士學位。因发现免疫系统如何识别病毒感染细胞而和澳大利亚学者彼得·杜赫提分享1996年诺贝尔生理及医学奖。